# Mandátní území

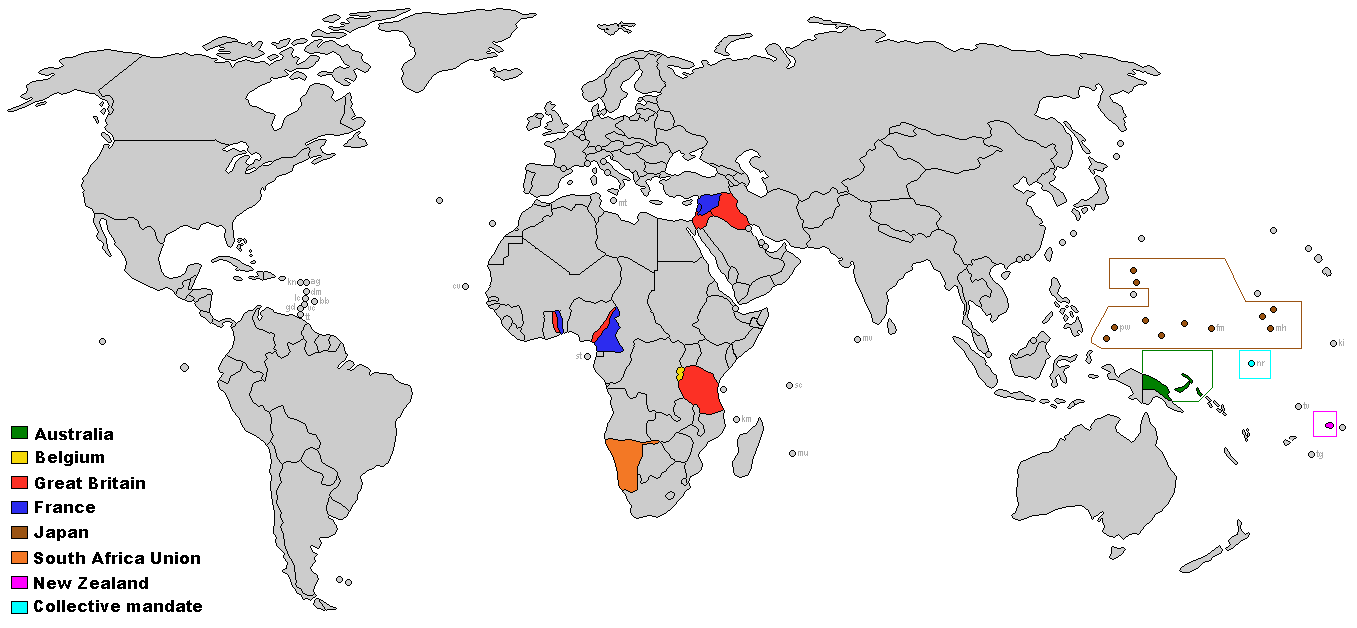
Mandátní území ve světě
Britská mandátní území
Francouzská mandátní území
Belgická mandátní území
Australská mandátní území
Japonská mandátní území
Novozélandská mandátní území
Jihoafrická mandátní území
Společná správa – mandátní území pod společnou správou

Mandátní území Společnosti národů bylo označení pro území která původně byla před první světovou válkou koloniální území Německé říše nebo arabská území Osmanské říše a po porážce v první světové válce jim tato území byla rozhodnutím vítězných mocností odňata a svěřená mandátem Společnosti národů do dočasné správy několika jejím členským státům z řad vítězných, obvykle koloniálních mocností. Mandáty a jejich rozdělení do tří typů bylo založeno článkem 22 Paktu Společnosti národů. Samotné rozdělení území mezi válečné vítěze bylo dohodnuto následně. Rozdělení víceméně odpovídalo válečným dohodám a faktickému stavu, kdy byla konkrétní území obsazena daným státem Dohody během války. 
Původně bylo v plánu hlavních států Dohody připojit daná území jako kořist ke svým dosavadním koloniálním državám. K hlavním představitelům tohoto přístupu patřil Jan Smuts, zástupce Jihoafrické unie na Pařížské mírové konferenci. Proti tomuto postupu se ohradil zejména americký prezident Woodrow Wilson, jeden z hlavních iniciátorů vzniku Společnosti národů. Došlo tak ke kompromisu, kdy nové mateřské země měly mandátní území (v podstatě stále jako kolonie) spravovat formálně do té doby, než bude tamní obyvatelstvo připraveno na samostatnost. Ta byla ovšem u bývalých německých kolonií předpokládaná pouze ve velmi vzdáleném horizontu.
V roce 1946 po založení Organizace spojených národů (OSN) nahradila mandátní území tzv. poručenská území OSN (kromě Jihozápadní Afriky, jíž Jihoafrická unie, později Jihoafrická republika odmítla status poručenského území přiznat a dál ji ovládala z titulu mandátu a roku 1947 ji formálně anektovala).

## Typy mandátních území

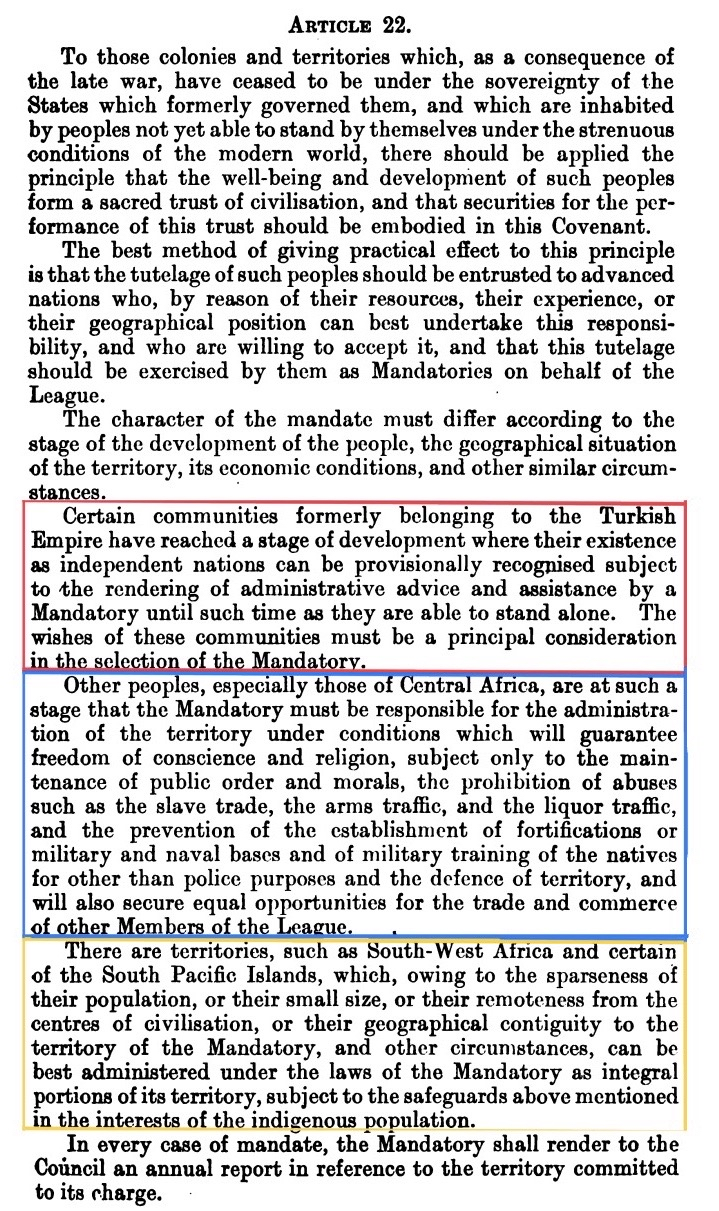
Anglický text článku 22 Paktu s vyznačenými typy mandátů

Článek 22 Paktu Společnosti národů, který mandáty zřizoval, je také rozdělil do třech kategorií (podle plánů, které s nimi měli jejich nové mateřské státy). Státy spravující mandátní území měli podávat Radě Společnosti národů výroční zprávu o svěřeném území.

### Typ A
Mandátní území typu A byla bývalá většinově arabská území Osmanské říše (kromě Hidžázu), která byla obsazena za války vojsky Dohody. Mandátoři měli za úkol přivést tato území v dohledné době k nezávislosti, protože byla považována za natolik vyspělá, aby zvládla řízení nového samostatného státu. Do 2. světové války však získal nezávislost pouze Irák. Do jejího konce pak Libanon. U ostatních bylo předání správy do vlastních rukou pod různými důvody oddalováno. Státy vzniklé z těchto mandátů byly smlouvou z Lausanne považovány za nástupnické státy Osmanské říše.
- Britské:
  - Irák – získal nezávislost roku 1932
  - Palestina – v září 1922 Velká Británie toto území rozdělila na Palestinu a Zajordánsko. Obě území získala nezávislost až po 2. světové válce: Transjordánsko se roku 1946 stalo Jordánskem a v části Palestiny byl v roce 1948 vyhlášen Stát Izrael.

- Francouzské:
  - Sýrie a Libanon – od Sýrie byl roku 1925 Francouzi oddělen Velký Libanon, následujícího roku vyhlášený za republiku (jež se skutečně samostatnou stala až roku 1944); dále byl z území Velké Sýrie roku 1937 vydělen Alexandrettský sandžak, aby se stal formálně samostatným Hatayským státem, roku 1939 anektovaným Tureckem, které si na něj dlouho činilo nároky. Takto okleštěná Sýrie se osamostatnila roku 1946, když odešla francouzská vojska.

### Typ B
Mandátní území typu B byly bývalé německé kolonie v subsaharské Africe (kromě Německé jihozápadní Afriky). Území zahrnovala Togoland, Kamerun a Německou východní Afriku. Samostatnost těchto území se předpokládala ve velmi vzdálené budoucnosti.  Správa mandátních území např. omezovala prodej alkoholu a prodej zbraní, zakazovala obchod s otroky, stavbu opevnění nebo verbování a vojenský výcvik obyvatelstva.
- Britské:
  - Tanganika – součást německé východní Afriky
  - Severozápadní část německé kolonie Kamerun
  - Západní část německé kolonie Togoland – připojena k britské kolonii Ghaně

- Belgické:
  - Ruanda-Urundi – součást Německé východní Afriky, území dnešní Rwandy a Burundi

- Francouzské:
  - Většina německé kolonie Kamerun
  - Východní část německé kolonie Togoland

### Typ C
Mandátní území typu C byly bývalé německé kolonie a protektoráty v Pacifiku a Německá jihozápadní Afrika. Cíleně se jednalo o území, která se svými mandátory přímo sousedila nebo se nacházela poblíž. Podobně jako u mandátů typu B se samostatnost těchto území předpokládala snad jen ve vzdálené budoucnosti, pokud vůbec. Mandátní státy je spravovali víceméně jako vlastní území.
- Japonské:
  - Mandátní území Tichomořské ostrovy – území dnešních Palau, Mikronésie (souostroví Karolíny), Severních Marian a Marshallových ostrovů.

- Australské:
  - Teritorium Nová Guinea – Německá Nová Guinea, severní část území dnešní Papuy Nové Guiney (Země císaře Viléma), Bismarckovo souostroví a ostrovy Bougainville a Buka v souostroví Šalomounovy ostrovy.

- Pod správou Velké Británie resp. společnou správou Austrálie, Nového Zélandu a Velké Británie:
  - ostrov Nauru – bývalý německý protektorát, část německé kolonie Německé Nové Guiney

- Novozélandské:
  - Západní Samoa

- Jihoafrické:
  - Jihozápadní Afrika – bývalá Německá jihozápadní Afrika, dnešní Namibie